# Cheektowaga
Cheektowaga è una città degli Stati Uniti d'America, situata nella contea di Erie, nello Stato di New York.